# Fernando Tarrida del Mármol
Fernando Tarrida del Mármol (L'Avana, 1861 – Londra, 1915) è stato uno scrittore, attivista e anarchico cubano di origine spagnola.

## Biografia
Cugino del generale cubano Donato Mármol, nacque a L'Avana nel 1861 da una famiglia benestante di emigranti catalani. In gioventù condivise i principi repubblicani federali. Abbandonò questi ideali in seguito all'incontro con Anselmo Lorenzo all'età di 18 anni, e questa sua scelta causò la rottura con i suoi familiari. Studiò ingegneria a Barcellona, Tolosa e Madrid, divenne professore e direttore della Escuela Politecnica de Barcelona, diffondendo come scrittore le teorie anarchiche, con articole sulle riviste "Acracia", "La Revista Blanca" e "El Productor", dove conobbe Federico Urales e collaborò con la Escuela Moderna di Francisco Ferrer Guardia.
Il suo prestigio in campo anarchico viene dalla teorizzazione dell'anarchismo senza aggettivi, definita in un articolo pubblicato su La Révolte nel 1889. Questa teoria, id cui fu massimo esponente, fu accettata, fra gli altri, da Max Nettlau e Ricardo Mella.
Dopo i processi di Montjuïc del 1896 conobbe l'esilio in Francia, Belgio e, infine, Londra, dove continuerà a diffondere gli ideali anarchici e dove muore nel 1915.